# Pajsije Hilandarski
Sveti Pajsije Hilendarski (bugarski: Свети Паисий Хилендарски) (Bansko, 1722. – Asenovgrad, 1773.) bio je bugarski pravoslavni svećenik i ključna figura bugarskog narodnog preporoda. Najpoznatiji je po autorstvu djela „Istorija Slavjanobolgarskaja” (1762.), prve značajne moderne bugarske povijesti koja je široko prepisivana i distribuirana diljem bugarskih krajeva. Smatra se začetnikom bugarskog narodnog preporoda.
Rođen u Samokovskoj eparhiji (vjerojatno u Banskom), Pajsije se 1745. nastanio u samostanu Hilandar, postavši jeromonah i zamjenik igumana. Nakon dvije godine prikupljanja materijala i posjeta Habsburškoj monarhiji, dovršio je svoju „Istoriju Slavjanobolgarskaju” 1762. u manastiru Zograf. Knjiga je bila prvi pokušaj cjelovite bugarske povijesti, s ciljem buđenja bugarske nacionalne svijesti i upozorenja na helenizaciju koju je provodilo grčko svećenstvo.
Djelo se sastoji od uvoda, povijesnih poglavlja, odjeljaka o slavenskim učiteljima (učenicima Ćirila i Metoda), bugarskim svecima i epiloga. Dok je Pajsije putovao Bugarskom kao prosjački monah, njegovo se djelo prepisivalo i širilo među Bugarima. Vjerojatno je umro u blizini Ampelina (današnji Asenovgrad) dok je putovao na Svetu Goru.
Godine 1962 Bugarska pravoslavna crkva ga je kanonizirala i dodijelila mu naslov „Časni”, štuje se kao svetac 19. lipnja. Vrh Paisije na Antarktici i njegov prikaz na bugarskoj novčanici od 2 leva odaju mu počast.